# Pałac w Pątnówku
Pałac w Pątnówku – zabytkowy pałac wybudowany w XIX w. w Pątnówku – wsi w Polsce, w województwie dolnośląskim, w powiecie legnickim, w gminie Miłkowice.

## Opis
Piętrowy z mieszkalnym poddaszem, wybudowany na planie prostokąta, kryty dachem naczółkowym z lukarnami. Obiekt wydzielony ze znaczną częścią dawnego majdanu folwarcznego, użytkowany jest jako budynek mieszkalny.